# Lijst van voetbalinterlands Trinidad en Tobago - Venezuela
Deze lijst van voetbalinterlands is een overzicht van alle officiële voetbalwedstrijden tussen de nationale teams van Trinidad & Tobago en Venezuela. De landen speelden tot op heden zes keer tegen elkaar. De eerste ontmoeting, een vriendschappelijke wedstrijd, werd gespeeld in Caracas op 13 november 1971. Het laatste duel, eveneens een vriendschappelijke wedstrijd, vond plaats op 14 oktober 2019 in de Venezolaanse hoofdstad.

## Wedstrijden
| № | Plaats        | Datum            | Competitie        | Wedstrijd                      | Uitslag |
| - | ------------- | ---------------- | ----------------- | ------------------------------ | ------- |
| 1 | Caracas       | 13 november 1971 | Vriendschappelijk | Venezuela − Trinidad en Tobago | 1 − 0   |
| 2 | Palo Seco     | 5 januari 1996   | Vriendschappelijk | Trinidad en Tobago – Venezuela | 0 – 0   |
| 3 | Port of Spain | 7 januari 1996   | Vriendschappelijk | Trinidad en Tobago – Venezuela | 0 – 0   |
| 4 | San Cristóbal | 30 april 2003    | Vriendschappelijk | Venezuela – Trinidad en Tobago | 3 – 0   |
| 5 | Port of Spain | 3 juli 2003      | Vriendschappelijk | Trinidad en Tobago – Venezuela | 2 – 2   |
| 6 | Caracas       | 14 oktober 2019  | Vriendschappelijk | Venezuela − Trinidad en Tobago | 2 − 0   |

## Samenvatting
| Competitie        | Totaal gespeeld | Winst Trinidad en T. | Gelijk | Winst Venezuela | Doelsaldo Trinidad en T. – Venezuela |
| ----------------- | --------------- | -------------------- | ------ | --------------- | ------------------------------------ |
| Vriendschappelijk | 6               | 0                    | 3      | 3               | 2 − 8                                |
| Totaal            | 6               | 0                    | 3      | 3               | 2 − 8                                |

## Details

### Tweede ontmoeting
| Vriendschappelijk (Palo Seco, Puerto Rico, 5 januari 1996): |       |           |
| Trinidad en Tobago                                          | 0 – 0 | Venezuela |
|                                                             | goals |           |

### Derde ontmoeting
| Vriendschappelijk (Port of Spain, Trinidad en Tobago, 7 januari 1996): |       |           |
| Trinidad en Tobago                                                     | 0 – 0 | Venezuela |
|                                                                        | goals |           |

### Vierde ontmoeting
| Vriendschappelijk (San Cristóbal, Venezuela, 30 april 2003): |       |                    |
| Venezuela                                                    | 3 – 0 | Trinidad en Tobago |
| Juan Arango 30' Juan Arango 38' Daniel Noriega 75'           | goals |                    |

### Vijfde ontmoeting
| Vriendschappelijk (Port of Spain, Trinidad en Tobago, 3 juli 2003): |       |                                            |
| Trinidad en Tobago                                                  | 2 – 2 | Venezuela                                  |
| Stern John 48' (pen.) Stern John 73'                                | goals | 1' Cristian Cásseres 49' Cristian Cásseres |

TTFF · A-internationals · Bondscoaches · Selecties · Statistieken · Olympisch elftal · Vrouwenelftal van Trinidad en Tobago · Trinidad U21 · Trinidad U19 · Trinidad U17
Gold Cup 1991 · 
Gold Cup 1993 · 
Gold Cup 1996 · 
Gold Cup 1998 · 
Gold Cup 2000 · 
Gold Cup 2002 · 
Gold Cup 2005 · 
Gold Cup 2007 · 
Gold Cup 2009 · 
Gold Cup 2011 · 
Gold Cup 2013
WK 2006
1934 · 
1935 · 
1936 · 
1937 · 
1938 · 
1939 · 
1940 · 
1941 · 
1942 · 
1943 · 
1944 · 
1945 · 
1946 · 
1947 · 
1948 · 
1949 · 
1950 · 
1951 · 
1952 · 
1953 · 
1954 · 
1955 · 
1956 · 
1957 · 
1958 · 
1959 · 
1960 · 
1961 · 
1962 · 
1963 · 
1964 · 
1965 · 
1966 · 
1967 · 
1968 · 
1969 · 
1970 · 
1971 · 
1972 · 
1973 · 
1974 · 
1975 · 
1976 · 
1977 · 
1978 · 
1979 · 
1980 · 
1981 · 
1982 · 
1983 · 
1984 · 
1985 · 
1986 · 
1987 · 
1988 · 
1989 · 
1990 · 
1991 · 
1992 · 
1993 · 
1994 · 
1995 · 
1996 · 
1997 · 
1998 · 
1999 · 
2000 · 
2001 · 
2002 · 
2003 · 
2004 · 
2005 · 
2006 · 
2007 · 
2008 · 
2009 · 
2010 · 
2011 · 
2012 · 
2013 · 
2014 ·
2015 ·
2016 ·
2017 ·
2018 ·
2019 ·
2020 ·
2021 ·
2022
Anguilla · 
Antigua en Barbuda ·
Argentinië ·
Azerbeidzjan · 
Bahama's ·
Bahrein · 
Barbados · 
Belize · 
Bermuda · 
Bolivia ·
Botswana · 
Britse Maagdeneilanden · 
Canada · 
Chili · 
China · 
Colombia · 
Costa Rica · 
Cuba · 
Curaçao · 
Dominicaanse Republiek ·
Ecuador ·
Egypte ·
El Salvador ·
Engeland ·
Estland ·
Finland ·
Grenada ·
Guatemala ·
Guyana ·
Haïti ·
Honduras ·
Ierland ·
IJsland ·
India ·
Irak ·
Iran ·
Jamaica ·
Japan ·
Jordanië ·
Kaaimaneilanden · 
Kenia · 
Koeweit ·
Marokko ·
Mexico ·
Montserrat ·
Nederlandse Antillen ·
Nicaragua ·
Nieuw-Zeeland ·
Noord-Ierland ·
Noorwegen · 
Oostenrijk · 
Panama ·
Paraguay ·
Peru ·
Puerto Rico ·
Roemenië ·
Saint Kitts en Nevis ·
Saint Lucia ·
Saint Vincent en de Grenadines ·
Saoedi-Arabië · 
Schotland ·
Slovenië ·
Suriname ·
Tadzjikistan ·
Taiwan ·
Thailand ·
Tsjechië · 
Uruguay · 
Venezuela · 
Verenigde Arabische Emiraten ·
Verenigde Staten ·
Wales · 
Zuid-Afrika ·
Zuid-Korea ·
Zweden
Engeland (2006) · 
Paraguay (2006) · 
Zweden (2006)
FVF · A-internationals · Selecties · Bondscoaches · Statistieken · Venezolaans vrouwenelftal · Olympisch elftal · Venezuela U21 · Venezuela U20 · Venezuela U19 · Venezuela U18 · Venezuela U17
1938 – 1949 ·
1950 – 1959 ·
1960 – 1969 ·
1970 – 1979 ·
1980 – 1989 ·
1990 – 1999 ·
2000 – 2009 ·
2010 – 2019 ·
2020 – 2029
1938 · 
1939–1945 · 
1946 · 
1947 · 
1948 · 
1949 · 1950 · 
1951 · 
1952 · 1953 · 1954 · 
1955 · 
1956 · 
1957–1964 · 
1965 · 
1966 · 
1967 · 
1968 · 
1969 · 
1970 · 
1971 · 
1972 · 
1973 · 
1974 · 
1975 · 
1976 · 
1977 · 
1978 · 
1979 · 
1980 · 
1981 · 
1982 · 
1983 · 
1984 · 
1985 · 
1986 · 
1987 · 
1988 · 
1989 · 
1990 · 
1991 · 
1992 · 
1993 · 
1994 · 
1995 · 
1996 · 
1997 · 
1998 · 
1999 · 
2000 · 
2001 · 
2002 · 
2003 · 
2004 · 
2005 · 
2006 · 
2007 · 
2008 · 
2009 · 
2010 · 
2011 · 
2012 · 
2013 · 
2014 · 
2015 · 
2016 · 
2017 ·
2018 ·
2019 ·
2020 ·
2021 ·
2022 ·
2023 ·
2024
Angola ·
Argentinië ·
Aruba ·
Australië ·
Bahama's ·
Bermuda ·
Bolivia ·
Brazilië ·
Canada ·
Chili ·
China ·
Colombia ·
Costa Rica ·
Cuba ·
Dominicaanse Republiek ·
Ecuador ·
El Salvador ·
Estland ·
Guatemala ·
Guinee ·
Haïti ·
Honduras ·
IJsland ·
Iran ·
Italië ·
Jamaica ·
Japan ·
Joegoslavië ·
Malta ·
Mexico ·
Moldavië ·
Nederlandse Antillen ·
Nicaragua ·
Nieuw-Zeeland ·
Nigeria ·
Noord-Korea ·
Oezbekistan ·
Oostenrijk ·
Panama ·
Paraguay ·
Peru ·
Puerto Rico ·
Saoedi-Arabië · 
Spanje ·
Syrië ·
Trinidad en Tobago ·
Uruguay ·
Verenigde Arabische Emiraten ·
Verenigde Staten ·
Zuid-Korea ·
Zweden ·
Zwitserland